# Otalampi
Otalampi est la quatrième plus grande agglomération de la municipalité de Vihti en Finlande.

## Description
Il est situé à l'angle de la route nationale 25 et de la route régionale 120 dans la région de Uusimaa à 44 km d’Helsinki. Nummela est située à environ 15 km au sud-ouest d'Otalampi.
Otalampi a environ 1 117 habitants (2020).
Otalampi est née au bord de la voie ferrée Hanko-Hyvinkää à la fin du XIXe siècle.